# Gura Foii (gmina)
Gura Foii – gmina w południowej Rumunii, administracyjnie należąca do okręgu Dymbowica.
W skład gminy wchodzi 4 miejscowości: Bumbuia, Catanele, Făgetu i Gura Foii. Według stanu na rok 2011 liczyła 2140 mieszkańców, zaś w roku 2021 jej liczebność wynosiła 2059 mieszkańców.